# Václav Lim
Václav Lim (ur. 11 lutego 1940) – czechosłowacki kierowca wyścigowy.

## Kariera
Od 1967 roku ścigał się w Formule 3. W 1977 roku zajął drugie miejsce w klasyfikacji Pucharu Pokoju i Przyjaźni, został ponadto mistrzem Czechosłowacji. Rok później wygrał górski wyścig Ecce Homo. W sezonie 1979 w ramach Pucharu Pokoju i Przyjaźni wygrał pięć wyścigów i został mistrzem. W roku 1980 wygrał dwa wyścigi Pucharu i zajął siódme miejsce, a w Czechosłowacji zwyciężył w Brnie, Moście i Pieszczanach. W roku 1981 został na Avii AE2 wicemistrzem Czechosłowacji. W latach 1982–1983 był czwarty w klasyfikacji Pucharu. W latach 1983 i 1985–1986 został mistrzem Czechosłowacji, a w latach 1983–1984 wygrał wyścig Ecce Homo. W sezonie 1986 po zwycięstwach na Torze Poznań i Hungaroringu po raz drugi został mistrzem Pucharu Pokoju i Przyjaźni. W latach 1987–1988 był natomiast wicemistrzem w tej serii.